# Rob Rensenbrink
Pieter Robert „Rob“ Rensenbrink (3. července 1947, Amsterdam, Nizozemsko – 24. ledna 2020, Amsterdam) byl nizozemský fotbalista, který hrával na pozici levého záložníka.
S nizozemskou reprezentací získal dvě stříbrné medaile na mistrovství světa (1974, 1978) a jednu bronzovou z mistrovství Evropy (1976). Na obou světových šampionátech, jichž se zúčastnil, byl zařazen do all-stars týmu. Za národní tým celkem odehrál 46 zápasů a vstřelil 14 branek.
S Anderlechtem Brusel vyhrál dvakrát Pohár vítězů pohárů (1976, 1978), dvakrát Superpohár UEFA (1976, 1978) a dvakrát titul belgického mistra (1972, 1974). Pětkrát též zvedl nad hlavu belgický pohár, čtyřikrát v dresu Anderlechtu (1972, 1973, 1975, 1976), jednou s Club Brugge KV (1970).
V anketě Zlatý míč, která hledala nejlepšího fotbalistu Evropy, se roku 1976 umístil na druhém místě, roku 1978 na třetím. Pelé ho roku 2004 zařadil mezi 125 nejlepších žijících fotbalistů světa.
Zemřel 24. ledna 2020 na progresivní svalovou atrofii ve věku 72 let.